# Chacrinha, o Eterno Guerreiro

Chacrinha

Chacrinha entregando aparelho de televisão à vencedora da disputa de melhor calouro da noite.

Chacrinha: O Eterno Guerreiro foi um especial brasileiro exibido pelo Canal Viva, como uma homenagem a Chacrinha, que completaria 100 anos em 2017. O especial foi ao ar em 26 de agosto de 2017 no Canal Viva e em 6 de setembro na TV Globo, sendo que em 1 de setembro, esteve já disponível para os assinantes do Globoplay.  O ator Stepan Nercessian foi o apresentador do programa, interpretando Chacrinha.
O programa contou ainda com os jurados Luciano Huck, Angélica, Glória Maria, Tiago Leifert, André Marques, Ana Maria Braga, Fernanda Lima e Regina Casé, além de grandes nomes da música brasileira, assim como as chacretes, marca registrada dos programas de Chacrinha.

## Elenco

### Apresentação
| Nome              | Papel     |
| ----------------- | --------- |
| Stepan Nercessian | Chacrinha |

### Cantores
| Nome             |
| ---------------- |
| Ivete Sangalo    |
| Marília Mendonça |
| Sidney Magal     |
| Luiz Caldas      |
| Angélica         |
| Blitz            |
| Anitta           |
| Alcione          |
| Roberto Carlos   |
| Fábio Junior     |
| Luan Santana     |
| Ney Matogrosso   |

### Banca
| Nome            |
| --------------- |
| Angélica        |
| Luciano Huck    |
| Gloria Maria    |
| Tiago Leifert   |
| André Marques   |
| Ana Maria Braga |
| Fernanda Lima   |
| Regina Casé     |